# Robert, greve av Clermont
Robert, greve av Clermont, född 1256, död 7 februari 1317, var en yngre son till Ludvig IX av Frankrike, som blev stamfar av det nuvarande Huset Bourbon, hans sonsons sonsons son Jean de Bourbon-Vendôme, blev farfars far till Antoine av Vendôme, kung av Navarra, vars son Henrik IV av Frankrike, blev den förste franske kungen av Huset Bourbon.

## Länk i släktskap mellan Robert, greve av Clermont ochHenrik IV av Frankrike
```
           
Robert, greve av Clermont

                   1256–1317
                       |
             
Ludvig I av Bourbon

                   1279–1341
                       |
         
Jakob I av Bourbon-La Marche

                   1319–1362
                       |
         
Johan I av Bourbon-La Marche

                   1344–1393 	
                       |
         
Ludvig I av Bourbon-Vendôme

                   1376–1446
                       |
         
Johan VIII av Bourbon-Vendôme

                   1428–1477
                       |
           
Frans av Bourbon-Vendôme

                   1470–1495
                       |
               
Karl IV av Bourbon

                   1489–1537
                       |
              
Anton av Bourbon

                   1518–1562
                       |
            
Henrik IV av Frankrike

                   1553–1610
```